# Liste des anciennes colonies ou territoires espagnols
Cette liste comprend les colonies de l'empire espagnol, les territoires européens ayant appartenu à l'Espagne et les possessions méditerranéennes de l'Aragon.

## Couronne d'Aragon
La couronne d'Aragon comprend, comme possessions ibériques, l'Aragon, les Baléares, la Catalogne et 
Valence.
- Duché de Néopatrie et duché d'Athènes : contrôlés de 1318 à 1390.
- Malte : occupée en même temps que la Sicile. Cédé par Charles Quint à l'ordre de Malte en 1530.
- Royaume de Naples : conquis en 1442 et perdu en 1714.
- Comté de Roussillon (comprend le Roussillon et la Cerdagne; 1172-1212, 1241-1262, 1344-1461 et 1493-1659).
- Seigneurie de Montpellier : contrôlé de 1204 à 1349.
- Sardaigne : prise à Gênes et conquise entre 1323 et 1478. Cédée en 1718 contre la Sicile.
- Sicile : prise à l'Anjou en 1282 à la suite des Vêpres siciliennes. Perdue entre 1713 et 1718. Indépendance (monarchie des Bourbons) en 1735.

La Corse fut donnée à l'Aragon par la papauté (Boniface VIII) en 1297, mais elle resta de fait sous le contrôle Génois. L'Aragon abandonna sa revendication en 1487.

## Territoires espagnols

### Afrique
Territoires espagnols actuels
- Les îles Canaries sont occupées depuis 1402 (communauté autonome depuis 1978) :
  - Lanzarote : depuis 1402 ;
  - Fuerteventura : depuis 1405 ;
  - L'île du Fer (El Hierro) : depuis 1405 ;
  - La Gomera : depuis 1450 ;
  - Grande Canarie : depuis 1478/1483 ;
  - La Palma : depuis 1493 ;
  - Tenerife : depuis 1496.
- Les Plazas de soberanía sont occupés depuis 1497 pour la plus ancienne et 1860 pour la plus récente :
  - Melilla : depuis 1497 (ville autonome depuis 1995) ;
  - Peñón de Vélez de la Gomera : 1508-1522 et depuis 1564 ;
  - Ceuta : depuis 1580 (ville autonome depuis 1995) ;
  - îles Alhucemas : depuis 1673 ;
  - îles Zaffarines : depuis 1844 ;
  - Alborán : depuis 1860.

Maroc
- Afrique espagnole (XVIe – XVIIIe siècle) :
- Ifni de 1476 à 1524 et de 1860 à 1969.
- Protectorat espagnol au Maroc de 1912 à 1956.
- Territoire de Tarfaya de 1884 à 1958.
- Tanger fut occupée entre 1940 et 1945.

Sahara occidental
- Sahara espagnol de 1884 à 1976.

Algérie
- Oran : de 1509 à 1708 et de 1732 à 1790.
- Bougie : de 1510 à 1555.

Tunisie
- Tunis (1535-1569 et 1571-1574).

Afrique Subsaharienne
- Guinée équatoriale (ancienne Guinée espagnole) : de 1778 à 1968.
- Bioko (ancienne Fernando Poo) de 1778 à 1827 et de 1844 à 1968 avec Santa Isabel pour capitale.
- Rio Muni (la partie continentale) de 1778/1844 à 1968.
- L'île d'Annobón de 1778/1801 à 1968.
- L'île de Corisco de 1580 à 1640 et de 1778/1840 à 1968.
- L'île d'Elobey Grande de 1778/1844 à 1968.

### Amérique du Nord et Antilles
- Mexique : de 1511 à 1821
- Cuba : de 1511 à 1898 (Indépendance).
- Porto Rico et les îles Vierges espagnoles : de 1508 à 1898 (guerre hispano-américaine).
- Floride (y compris partie méridionale de l'Alabama) de 1565 à 1763 et de 1783 à 1821 (vendue aux États-Unis en 1819 et occupée par les États-Unis en 1821).
- Floride occidentale qui comprend une partie de la Louisiane à l'est du Mississippi (Baton Rouge) (1779-1810), le centre des états du Mississippi et de l'Alabama (1783-1795) et le sud des états du Mississippi et de l'Alabama (1780-1810) (Indépendance de la république de Floride occidentale).
- Louisiane occidentale, qui comprend les États de Louisiane, Arkansas, Oklahoma, Missouri, Kansas, nord du Texas, l'est du Colorado, Nebraska, Iowa, Dakota du Sud, l'ouest du Dakota du Nord, centre et sud du Minnesota, l'est et nord du Wyoming, Montana et le sud des provinces canadiennes de l'Alberta et de la Saskatchewan (1763-1803).
- Californie : de 1769 à 1821 (indépendance du Mexique).
- Hispaniola qui comprend Haïti (1511-1697) et Saint-Domingue (1511-1795; 1809-1821 et 1861-1865).
- Territoire de San Lorenzo de Nutca qui comprend l'île de Vancouver, le sud de la Colombie-Britannique, le Washington, l'Oregon, l'Idaho, le sud-est du Wyoming et le nord-ouest du Montana (1789-1819).

```
Equateur, Colombie, Venezuela...
```

### Asie
Indes orientales espagnoles
- Philippines : occupée de 1565 à 1898 (guerre hispano-américaine).
- Guam : occupée de 1668 à 1898. Cédé aux États-Unis.
- Les autres dépendances (Îles Mariannes du Nord, Îles Marshall, Micronésie et Palaos) ont été vendues à l'Empire allemand en 1899.